# 2813 Zappala
2813 Zappala је астероид главног астероидног појаса. Приближан пречник астероида је 32,57 ,
а средња удаљеност астероида од Сунца износи 3,137 астрономских јединица (АЈ).
Инклинација (нагиб) орбите у односу на раван еклиптике је 14,737 степени, а орбитални период износи 2029,927 дана (5,557 година). Ексцентрицитет орбите астероида износи 0,149.
Апсолутна магнитуда астероида износи 11,00 а геометријски албедо 0,066.
Астероид је откривен 24. новембра 1981. године.